# ون موریسون
وَن موریسون (به انگلیسی: Van Morrison) با نام اصلی جورج ایوان موریسون (زادهٔ ۳۱ اوت ۱۹۴۵) ترانه‌سرا، خواننده و موسیقی دان اهل بلوم‌فیلد در بلفاست پایتختِ ایرلند شمالی است. اجراهای زندهٔ او روح‌افزا و متعالی لقب گرفته‌اند و آلبوم‌های هفته‌های ستاره‌ای، رقصِ ماه و آلبوم اجرای زندهٔ برای توقف دیر شده از شناخته‌شده‌ترین آلبوم‌های او هستند.
موریسون فعالیت حرفه‌ای خود را اواخر دههٔ ۵۰ میلادی و در سنینِ نوجوانی آغاز کرد. ابتدا برای گروه‌های مختلفی که ترانه‌های مورد توجه روز را بازخوانی می‌کردند، سازهای گوناگونی از جمله گیتار، هارمونیکا، کی‌بورد و ساکسیفون می‌نواخت. در میانهٔ دههٔ ۶۰ میلادی و زمانی که آوازه‌خوان اصلی «گروه دِم» شد، به شهرت رسید. این گروه ایرلندی در سبک «آر اند بی» کار می‌کرد و ترانهٔ معروف «گلوریا» محصول آن دوره است. سبک اکثر موسیقی‌های موریسون تلفیقی از سول و آر اند بی است، گرچه آثاری متأثر از سنت سلتی، جاز و جریان سیال ذهن نیز در کارنامه‌اش دارد. ون موریسون جوایز مختلفی از جمله ۶ جایزه گرمی دریافت کرده و به عضویت تالار مشاهیر راک اند رول و تالار مشاهیر ترانه‌سرایان درآمده‌است.